# Matt Bowman
Pour les articles homonymes, voir Bowman.
Matthew Chou Bowman (né le 31 mai 1991 à Chevy Chase, Maryland, États-Unis) est un lanceur droitier de la Ligue majeure de baseball.

## Carrière
Joueur de baseball des Tigers de l'université de Princeton, Matt Bowman est choisi par les Mets de New York au 13e tour de sélection du repêchage de 2012. Il fait ses débuts professionnels dans les ligues mineures en 2012 et évolue avec des clubs affiliés aux Mets jusqu'en 2015 comme lanceur partant. Le 10 décembre 2015, Bowman est réclamé par les Cardinals de Saint-Louis à l'annuel repêchage de la règle 5. 
Les Cardinals utilisent Bowman uniquement comme lanceur de relève, dans les ligues mineures mais aussi au niveau majeur, où il fait ses débuts le 6 avril 2016 avec Saint-Louis. À sa première année, il joue 59 matchs des Cardinals et lance 67 manches et deux tiers en relève, sa moyenne de points mérités se chiffrant à 3,46.